# Collins English Dictionary

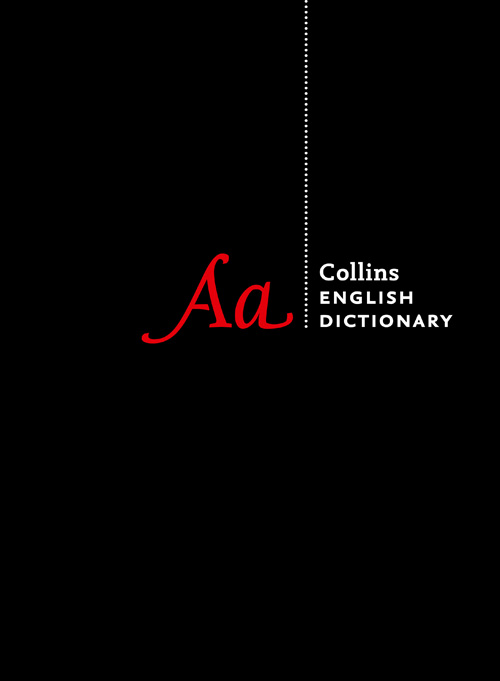
Collins English Dictionary, 13ª edizione

Il Collins English Dictionary (Dizionario di Inglese Collins) è un dizionario della lingua inglese cartaceo e online. È pubblicato da HarperCollins a Glasgow.
L'edizione del dizionario nel 1979 con Patrick Hanks come editore e Laurence Urdang come direttore editoriale ha rappresentato il primo caso britannico di composizione di un database al computer in un formato specifico: ciò significa che ogni aspetto di una voce è stato gestito da un editor diverso, utilizzando forme o modelli diversi. Dopo aver assemblato ogni singola voce, questa veniva inserita nel database del dizionario per la composizione della prima edizione. Nelle edizioni successive è stata sempre più utilizzata la Bank of English istituita da John Sinclair presso il COBUILD (Collins Birmingham University International Language Database) per fornire citazioni tipiche invece di esempi composti .

## Edizioni cartacee
L'attuale edizione è la tredicesima, che è stata pubblicata nel novembre 2018. L'edizione precedente era stata pubblicata nell'ottobre 2014. Una speciale decima edizione del "30 ° anniversario" è stata pubblicata nel 2010, con edizioni precedenti pubblicate mediamente una volta ogni 3-4 anni.

## Versione online
Il Collins English Dictionary integrale è stato pubblicato sul web il 31 dicembre 2011 su CollinsDictionary.com, insieme ai dizionari non tradotti di francese, tedesco, spagnolo e italiano. Il sito include anche frasi di esempio che mostrano l'uso delle parole dalla Collins Bank of English Corpus, le frequenze delle parole e le tendenze del progetto Google Ngrams e le immagini delle parole dal portale Flickr.
Nell'agosto 2012, CollinsDictionary.com ha introdotto il crowdsourcing per i neologismi, pur mantenendo il controllo editoriale generale per rimanere distinto dal Wikizionario e da Urban Dictionary. Ciò è avvenuto in seguito al lancio di un forum di discussione sui neologismi nel 2004.
Nel maggio 2015, CollinsDictionary.com ha aggiunto 6500 nuove parole derivate dal gioco Scrabble alla sua lista di "parole ufficiali Scrabble" di Collins. Le parole si basano su termini correlati e influenzati dal gergo, dai social media, dal cibo, dalla tecnologia e altro.